# Muhammed Ildiz
Muhammed Ildiz (Viena, 14 de maio de 1991) é um jogador de futebol austríaco de ascendência turca. Atualmente joga pelo Gaziantepspor.